# Joseph-François Michaud
Pour les articles homonymes, voir Michaud.
Joseph-François Michaud, né le 19 juin 1767 à Albens (duché de Savoie, alors dans le royaume de Sardaigne) et mort le 30 septembre 1839 à Passy (Seine, France), est un historien, écrivain, journaliste et pamphlétaire savoisien.
Il est l'auteur, avec son frère Louis-Gabriel Michaud (1773-1858) et Eugène Ernest Desplaces, de La Biographie universelle, ancienne et moderne, publiée en 1811 en quatre-vingt-cinq volumes in-12°, et en 1843 en cinquante-deux volumes in-8°.

## Biographie

### Jeunesse
Joseph-François Michaud naît le 19 juin 1767, dans le duché de Savoie, alors partie du royaume de Sardaigne,,. Les auteurs du XIXe siècle indiquent que son lieu de naissance était la commune de la Biolle,. Toutefois, une notice qui lui est consacrée, en 2020, figurant sur le site de l'Académie des sciences, belles-lettres et arts de Savoie, indique qu'il est né au hameau d'Orly, dans la commune d'Albens.
Il est le fils de Louis-Marie Michaud, notaire et commissaire à terrier, et de son épouse Marie-Anne Montagnat,. Le couple a sept enfants dont Joseph-François est l'aîné. Il appartient à la famille Michaud. Son grand-père avait obtenu la patente de bourgeois de Chambéry, le 18 juillet 1721.
Il est élevé au château de Richemont. 
À la suite d'un meurtre accidentel commis par son père, il s'exile en France lorsqu'il a environ 7 ans où Il fait ses études au collège ecclésiastique de Bourg-en-Bresse. À 19 ans, il devient commis en librairie à Lyon. L'année suivante, il écrit son premier ouvrage, Voyage littéraire au Mont-Blanc. Présenté à Fanny de Beauharnais qui lui promet sa protection, il se rend à Paris.

### La Révolution
Disciple de Rousseau et Voltaire, il prend cependant parti pour la cour et collabore avec Antoine-Marie Cerisier à la Gazette universelle et avec Joseph-Alphonse Esménard au Postillon de la guerre. Il devient ensuite républicain et publie en 1794 son poème L'immortalité de l'âme où il écrit : « Ah ! si jamais des rois et de la tyrannie, Mon cœur subit le joug impie... ». 
Après le 9 Thermidor, il redevient royaliste et collabore à La Quotidienne. Lors de l'insurrection du 13 Vendémiaire, il marche avec les royalistes contre la Convention ; mais leur échec l'oblige à prendre la fuite : il se réfugie près de Chartres, où il est arrêté par Bourdon de l'Oise. Emprisonné, il parvient, d'après Jean-Joseph-François Poujoulat, à s'échapper en offrant aux gendarmes chargés de l'escorter au tribunal un repas bien arrosé. Il est condamné à mort par contumace par le tribunal militaire (27 octobre 1795). Réfugié en Suisse, puis dans l'Ain chez des parents, il écrit des vers et publie Ermenonville, ou le tombeau de Jean-Jacques, œuvre dans le style de l'époque.
En 1797, il fonde avec son frère cadet Louis-Gabriel une imprimerie spécialisée dans l'impression d'ouvrages religieux et monarchistes. En 1799, il est emprisonné plusieurs mois pour avoir imprimé un écrit hostile à Bonaparte.

### La période napoléonienne
En 1803, il publie son poème Le Printemps d'un proscrit. Il finit cependant par se rallier au nouveau régime (en 1810, il écrit le Treizième chant de l'Énéide ou le Mariage d'Énée et de Lavinie, qui célèbre le mariage de l'Empereur avec Marie-Louise d'Autriche, ainsi que des vers dithyrambiques sur la naissance du roi de Rome).
Il découvre les croisades en 1805 lorsqu'il lui est demandé de préfacer Mathilde ou Mémoires tirés de l'histoire des croisades de Mme Cottin. Il donne alors son Tableau historique des trois premières croisades, prélude à son œuvre monumentale, Histoire des Croisades, parue en sept volumes entre 1812 et 1822 et dont une édition est illustrée par Gustave Doré.
À partir de 1806, il publie avec son frère la Biographie universelle, rééditée en 45 volumes de 1845 à 1862. 
Il est décoré de la Légion d'honneur en 1812 et élu membre de l'Académie française le 5 août 1813.

### La Restauration
Au retour des Bourbons, il redevient royaliste et obtient le poste de lecteur du Roi avec un traitement de 1 000 livres. Pendant les Cent-Jours, il s'oppose à Napoléon et écrit le pamphlet Histoire des quinze semaines ou le dernier séjour de Bonaparte.
En mai 1815, il est élu député de l'Ain et siège dans la majorité ultra-royaliste jusqu'en 1816. Ses opinions politiques n'évoluent plus. Il défend le cumul des traitements au moins pour les gens de lettres. 
En 1817, il devient rédacteur en chef de La Quotidienne et le reste jusqu'à sa mort, même si de 1824 à 1829, après un long procès il est accompagné dans sa fonction par Vincent Bonneau, agent de la police de la Restauration ,. Il y engage Pierre-Sébastien Laurentie et a une grande influence sur sa pensée. 
En 1820, il engage comme collaborateur Jean-Joseph-François Poujoulat pour l'aider à la rédaction de la bibliothèque des Croisades. Il est élu le 23 avril 1820 à l'Académie des sciences, belles-lettres et arts de Savoie, avec pour titre académique Effectif (titulaire).
En 1827, sous le ministère Villèle, il perd son poste de lecteur du Roi pour avoir défendu la liberté de la presse dans son journal et à l'Académie.
En mai 1830, à 63 ans, il entreprend avec Poujoulat un voyage en Orient qui les mène en Grèce, Constantinople et à Jérusalem. Poujoulat rentre seul à Paris par la Syrie et Michaud se rend en Égypte. En mai 1831, ils publient ensemble l'échange de leurs lettres dans Correspondance d'Orient (7 volumes). 

### La monarchie de Juillet
Rentré en France, il s'installe à Passy, où il est très entouré et exerce une influence intellectuelle importante sur les auteurs de l'époque, dont Sainte-Beuve qui dit de lui : « Ceux qui l'ont vu à Passy, dans ses dernières années, savent combien il était resté aimable, indulgent, bon et malin, accueillant pour l'esprit de quelque part qu'il vînt. Dès qu'il en reconnaissait dans quelqu'un, fût-ce d'un bord même opposé, l'épigramme cessait à l'instant sur ses lèvres ; il avait de l'amitié pour l'esprit. S'il avait de l'amitié de l'esprit c'est qu'il en avait lui-même à revendre. »
Homme aux opinions politiques fluctuantes, ce qui fit le bonheur de ses détracteurs, il prétendait avoir été emprisonné onze fois et condamné à mort deux fois.
Il meurt le 30 septembre 1839 au 18 de l'actuelle rue Benjamin-Franklin (Hillairet) et est inhumé au cimetière de Passy (2e division). Chateaubriand assista à ses funérailles.

## Hommages
Son esprit a été célébré tant par Pierre Flourens, son successeur à l'Académie française, que par François-Auguste Mignet qui le reçut. 
Henry Bordeaux a dit de lui : « Cet homme de courage et d'esprit n'est ennuyeux qu'en vers. » Les femmes jouèrent aussi un grand rôle dans sa vie, et lorsqu'il s'embarqua pour son voyage en Orient, pour le dissuader, on lui fit remarquer outre son âge qu'il était marié, il répondit : « Si peu ! » mais il fut toujours galant.

## Citations
Citations d'après Henry Bordeaux
- « Lorsqu'on a combattu longtemps un ennemi que l'on ne peut vaincre ni détruire, il faut faire la paix et s'arranger pour vivre avec lui ».
- « Mon esprit est comme mon amitié je n'en ai pas pour tout le monde »
- À Madame de Staël qu'il avait vivement attaquée : « La mêlée est toujours confuse et comme Diomède, j'ai eu le malheur dans la nuit de blesser une déesse ».
- Invité à présenter au roi le dernier volume de son Histoire des Croisades, il fut questionné sur la manière dont cela s'était passé, il répondit : « Il m'a presque parlé ».

## Principales publications

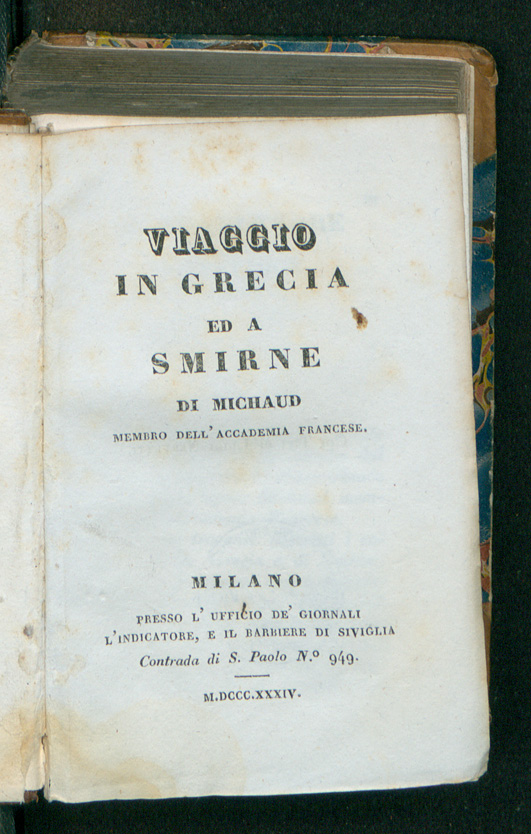
Viaggio in Grecia ed a Smirne, 1834.

- Histoire des progrès et de la chute de l'empire de Mysore, sous les règnes d'Hyder-Aly et Tippoo-Saïb (2 volumes, 1801)
- Le Printemps d'un proscrit, poème en 3 chants, suivi de plusieurs lettres à M. Delille sur la pitié (1803) Texte en ligne
- Biographie moderne, ou Dictionnaire biographique de tous les hommes morts et vivants qui ont marqué à la fin du XVIIIe siècle et au commencement de celui-ci (4 volumes, en collaboration, 1806)
- Biographie universelle ancienne et moderne : histoire par ordre alphabétique de la vie publique et privée de tous les hommes - 1811, 1re édition, en 85 volumes, 52 de biographies, 3 de mythologie, 30 suppléments de biographies publiés plus tard. 2e édition à partir de 1843, en 45 volumes, qui reprend et complète la première édition et ses suppléments. Sur Wikisource.
- Histoire des Croisades (7 volumes, 1812-22) Texte en ligne 1 2 3
- Histoire des quinze semaines, ou le Dernier règne de Bonaparte (1815)
- Bibliothèque des croisades (4 volumes, 1829)
- Correspondance d'Orient, 1830-1831 (7 volumes, en collaboration avec Poujoulat, 1833-35) Texte en ligne 1 2 3 4 5 6 7
- Nouvelle Collection de Mémoires pour servir à l'histoire de France depuis le XIIIe siècle jusqu'à nos jours (32 volumes, en collaboration, 1836-39)
- Veillées de famille, contes instructifs et proverbes moraux en français, en italien, en anglais, et en allemand. Ouvrage nouveau à l'usage de l'enfance et de la jeunesse de tous les pays (avec Charles Nodier, 1837)